# Andamanse Zee
De Andamanse Zee is de randzee ten westen van het vasteland van Zuidoost-Azië, met name Thailand en het zuiden van Burma (Myanmar). In het westen wordt de Andamanse Zee van de Golf van Bengalen gescheiden door de eilandengroepen van de Andamanen en Nicobaren, die tot India behoren. Net als de Golf van Bengalen is de Andamanse Zee een onderdeel van de Indische Oceaan. De Andamanse Zee is grofweg 1200 kilometer lang van noord naar zuid en 650 kilometer breed van oost naar west met een oppervlakte van ongeveer 797.700 km². De gemiddelde diepte is 870 meter. Hoewel het deel direct buiten de kust nog tot het continentaal plat behoort, vormt het westelijke deel van de Andamanse Zee een relatief klein oceanisch bekken met een maximale diepte van 3777 meter.

## Geografie
In het noorden wordt de Andmanse Zee begrensd door de Burmese Irrawaddydelta. Het verst in zee uitstekende punt van de Burmese kust is hier Kaap Negrais. Het achterliggende laagland vormt een van de dichtstbevolkte gebieden van Burma, met onder andere de grootste stad van het land: Yangon. Ten oosten van de delta ligt een noordwaartse inkeping van de kustlijn, die de Golf van Martaban genoemd wordt. Daarna loopt de kust vrijwel recht naar het zuiden. Langs de zee ligt een smalle kustvlakte, daarachter rijzen de ketens van het Tenasserimgebergte. Bij de belangrijke havenstad Mawlamyine (vroeger Moulmein) mondt de rivier de Salween uit in de Andamanse Zee.
Verder naar het zuiden scheidt de smalle landengte van Kra de Andamanse Zee van de Golf van Thailand. Het Tenasserimgebergte bestaat hier voornamelijk uit kalksteen, waarin zich een karstlandschap heeft gevormd. De kust bestaat uit een afwisseling van eilanden, kalkrotsen en stranden. Vooral langs de Thaise kust is het toerisme sterk ontwikkeld, met name op het eiland Phuket, rond Krabi en op Koh Phi Phi. Hetzelfde geldt voor de Maleise eilanden van Langkawi en Penang. Het Burmese deel van de kust mist de faciliteiten voor het massatoerisme.
In het zuiden gaat de Andamanse Zee over in de Straat Malakka. Er zijn meerdere definities in gebruik, maar de IHO trekt de grens tussen de Andamanse Zee en de Straat Malakka bij de lijn tussen het noordelijkste punt van Sumatra (Pedropunt) en het zuidelijkste punt van Phuket.

## Geologie
De convergente plaatgrens tussen de Aziatische Plaat en de Indo-Australische Plaat ligt ten westen van de Nicobaren en Andamanen. Dit is een subductiezone waar de Indische oceaankorst onder de Aziatische Plaat de aardmantel in schuift. De eilandengroepen zijn de hoogste punten van de accretiewig boven deze subductiezone. Regelmatig vinden hier zware aardbevingen plaats. Omdat de Andamanse Zee maar 650 km breed is, kan een tsunami bovendien binnen enkele uren de kust van Sumatra, Thailand en Burma treffen. Een voorbeeld hiervan was de tsunami van 2004, die grote schade aanrichtte in deze kustgebieden.
Achter de accretiewig van de Andamanen en Nicobaren ligt een achterboogbekken, waar nieuwe oceaankorst wordt gevormd. Dit verklaart de relatief grote diepte van de Andamanse Zee.